# Serenade for June
Serenade for June ist eine schwedische Alternative-Rock-Band, die aus der 2005 in Varberg gegründeten Gruppe WhiteSilver hervorging.

## Geschichte
2005 gründeten Henrik Hagedorn (Gesang), Patrick Douglas (Schlagzeug), Issel (Bass) und Jocke Ludvigsson (Gitarre) die Band WhiteSilver. Noch im Gründungsjahr erschien über Atenzia Records (u. a. Kid Down) ihre EP At Last We Burn, welche die Band gemeinsam mit Godfather produzierte. Die EP wird in Deutschland bei elitedigital zum Kauf angeboten.
Der Song In Brief, welcher in dem Soundtrack zum Videospiel Fußball Manager 06 aufgenommen wurde, erreichte weltweiten Bekanntheitsgrad. Dieser wurde auch in den Rotation-Play an nationalen Flughäfen aufgenommen und abgespielt. Jedoch brachte die Band, welche lediglich ein paar regionale Konzerte aufwies, keine weiteren CDs heraus. Es hieß, dass WhiteSilver sich getrennt haben.
Issel und Ludvigsson verließen Ende 2005 die Gruppe. Zwei Jahre später formierte sich um Hagedorn und Douglas eine neue Gruppe, die den Namen Serenade for June annehmen sollte. Mit Jonas Eckerström stieß ein neuer Gitarrist zur Band. Hagedorn übernahm nach dem Weggang den Bass. Douglas blieb weiterhin Schlagzeuger der Gruppe. Als Trio arbeitete die Band an neuem Material. Mit neuem Bandnamen und Material flog sie nach Orlando/Florida, um ihr Glück in den Staaten zu versuchen. Prompt wurde das amerikanische Indie-Label Dart Recordings auf die Gruppe aufmerksam. Die Gruppe unterschrieb bei dem Label und produzierte zwischen 2007 und 2008 ihr Debütalbum The Emergency Poncho, welches am 21. März 2008 veröffentlicht wurde. Es ist bzw. war in Deutschland, Frankreich, Kanada, Japan, den USA und in Großbritannien erhältlich.
2008 tourte die Band durch Schweden, wo sie auf dem Cortége Festival und dem Mangel Festivalen auftrat. Manche Konzerte fanden mit der Gruppe Hero in Action statt.

## Diskografie

### Als WhiteSilver
- 2003: I Surrender / Your Time Will Come (Single, Attitude)
- 2005: At Last We Burn (EP, Atenzia Records)
- 2006: Fussballmanager 06 (Soundtrack, EA Sports, mit dem Lied In Brief)

### Als Serenade for June
- 2007: The Emergency Poncho (Album, Dart Recordings)

## Nominierungen
- Independent Music Awards
  - 2007: Best Rock/Metal[2]